# Leichtathletik-Hallenasienmeisterschaften
Die Leichtathletik-Hallenasienmeisterschaften sind Leichtathletikwettbewerbe, die vom asiatischen Kontinentalverband Asian Athletics Association (AAA) im Zwei-Jahres-Rhythmus veranstaltet werden. Die ersten Meisterschaften fanden 2004 in der iranischen Hauptstadt Teheran statt.

## Veranstaltungen
| Nr. | Jahr | Stadt    | Land                | Datum                 | Stadion                                         | Wettbewerbe     | Athleten |
| --- | ---- | -------- | ------------------- | --------------------- | ----------------------------------------------- | --------------- | -------- |
| 01. | 2004 | Teheran  | Iran                | 6. bis 8. Februar     | Aftab Enghelab Complex                          | 30              |          |
| 02. | 2006 | Pattaya  | Thailand            | 9. bis 14. Juni       | Dongdaemun Stadium                              | 26              | 192      |
| 03. | 2008 | Doha     | Katar               | 31. Mai bis 3. Juni   | Aspire Academy                                  | 26              | 202      |
| 04. | 2010 | Teheran  | Iran                | 5. bis 7. Juni        | Aftab Enghelab Complex                          | 26              | 193      |
| 05. | 2012 | Hangzhou | Volksrepublik China | 3. bis 9. November    | Vocational and Technical College Athletics Hall | 25              | 195      |
| 06. | 2014 | Hangzhou | Volksrepublik China | 25. bis 29. September | Vocational and Technical College Athletics Hall | 26              | 227      |
| 07. | 2016 | Doha     | Katar               | 19. bis 21. Februar   | Aspire Academy                                  | 26              | 267      |
| 08. | 2018 | Teheran  | Iran                | 1. bis 3. Februar     | Aftab Enghelab Complex                          | 26              |          |
| -   | 2020 | Hangzhou | Volksrepublik China | 12. bis 13. Februar   | abgesagt                                        | 26 (vorgesehen) |          |
| 10. | 2023 | Astana   | Kasachstan          | 10. bis 12. Februar   | Track & Field complex Qazaqstan                 | 26              |          |
| 11. | 2024 | Teheran  | Iran                | 17. bis 19. Februar   | Aftab Enghelab Complex                          | 26              |          |

## Meisterschaftsrekorde

### Männer
| Disziplin         | Rekord      | Athlet                                                                                | Datum            | Ort      |
| ----------------- | ----------- | ------------------------------------------------------------------------------------- | ---------------- | -------- |
| 60 m              | 6,50 s      | Ali Anwar Ali al-Balushi                                                              | 18. Februar 2024 | Teheran  |
| 400 m             | 45,88 s     | Abdalelah Haroun                                                                      | 20. Februar 2016 | Doha     |
| 800 m             | 1:46,80 min | Ebrahim al-Zofairi                                                                    | 19. Februar 2024 | Teheran  |
| 1500 m            | 3:36,35 min | Mohamad al-Garni                                                                      | 20. Februar 2016 | Doha     |
| 3000 m            | 7:39,23 min | Mohamad al-Garni                                                                      | 21. Februar 2016 | Doha     |
| 60 m Hürden       | 7,60 s      | Abdulaziz al-Mandeel                                                                  | 21. Februar 2016 | Doha     |
| 60 m Hürden       | 7,60 s      | Dawid Jefremow                                                                        | 17. Februar 2024 | Teheran  |
| 4 × 400 m Staffel | 3:08,20 min | Mohamed Nasir Abbas Musaeb Abdulrahman Balla Abubaker Haydar Abdalla Abdalelah Haroun | 21. Februar 2016 | Doha     |
| Hochsprung        | 2,38 m      | Mutaz Essa Barshim                                                                    | 1. Februar 2018  | Teheran  |
| Stabhochsprung    | 5,75 m      | Huang Bokai                                                                           | 20. Februar 2016 | Doha     |
| Weitsprung        | 8,24 m      | Mohamed Salman al-Khuwalidi                                                           | 16. Februar 2008 | Doha     |
| Dreisprung        | 17,20 m     | Fang Yaoqing                                                                          | 10. Februar 2023 | Astana   |
| Kugelstoßen       | 19,78 m     | Zhang Jun                                                                             | 19. Februar 2012 | Hangzhou |
| Siebenkampf       | 5928 Punkte | Dmitri Karpow                                                                         | 19. Februar 2012 | Hangzhou |

### Frauen
| Disziplin         | Rekord         | Athletin                                                        | Datum            | Ort      |
| ----------------- | -------------- | --------------------------------------------------------------- | ---------------- | -------- |
| 60 m              | 7,20 s         | Liang Xiaojing                                                  | 2. Februar 2018  | Teheran  |
| 60 m              | 7,20 s         | Fasihi Farzaneh                                                 | 18. Februar 2024 | Teheran  |
| 400 m             | 51,19 s AR     | Kemi Adekoya                                                    | 20. Februar 2016 | Doha     |
| 800 m             | 2:03,43 min    | Sinimole Paulose                                                | 16. Februar 2008 | Doha     |
| 1500 m            | 4:15,42 min    | Sinimole Paulose                                                | 14. Februar 2008 | Doha     |
| 3000 m            | 8:43,16 min    | Maryam Yusuf Jamal                                              | 16. Februar 2014 | Hangzhou |
| 60 m Hürden       | 8,01 s         | Masumi Aoki                                                     | 12. Februar 2023 | Astana   |
| 4 × 400 m Staffel | 3:35,07 min AR | Salwa Eid Naser Aminat Yusuf Jamal Iman Essa Jasim Kemi Adekoya | 21. Februar 2016 | Doha     |
| Hochsprung        | 1,96 m         | Svetlana Radzivil                                               | 16. Februar 2014 | Hangzhou |
| Stabhochsprung    | 4,70 m AR      | Li Ling                                                         | 19. Februar 2016 | Doha     |
| Weitsprung        | 6,64 m         | Sumire Hata                                                     | 12. Februar 2023 | Astana   |
| Dreisprung        | 14,32 m        | Olga Rypakowa                                                   | 20. Februar 2016 | Doha     |
| Kugelstoßen       | 18,37 m        | Liu Xiangrong                                                   | 18. Februar 2012 | Hangzhou |
| Fünfkampf         | 4582 Punkte AR | Olga Rypakowa                                                   | 10. Februar 2006 | Pattaya  |

## Ewiger Medaillenspiegel
Insgesamt wurden bei Leichtathletik-Asienhallenmeisterschaften 263 Gold-, 263 Silber- und 259 Bronzemedaillen von Athleten aus 31 Ländern gewonnen. Die nachfolgende Tabelle enthält die 20 erfolgreichsten Nationen in lexikographischer Ordnung (Stand: nach den Leichtathletik-Hallenasienmeisterschaften 2024).
| Platz | Land                         | Gold | Silber | Bronze | Total |
| ----- | ---------------------------- | ---- | ------ | ------ | ----- |
| 01    | Volksrepublik China          | 62   | 44     | 39     | 145   |
| 02    | Kasachstan                   | 45   | 34     | 37     | 116   |
| 03    | Katar                        | 28   | 18     | 12     | 58    |
| 04    | Iran                         | 26   | 41     | 43     | 110   |
| 05    | Japan                        | 24   | 18     | 22     | 64    |
| 06    | Indien                       | 16   | 31     | 21     | 68    |
| 07    | Bahrain                      | 14   | 12     | 9      | 35    |
| 08    | Kuwait                       | 11   | 9      | 5      | 25    |
| 09    | Usbekistan                   | 10   | 9      | 12     | 31    |
| 10    | Kirgisistan                  | 5    | 6      | 3      | 14    |
| 11    | Saudi-Arabien                | 5    | 1      | 2      | 8     |
| 12    | Thailand                     | 3    | 8      | 9      | 20    |
| 13    | Vietnam                      | 3    | 3      | 5      | 11    |
| 14    | Chinesisch Taipeh            | 2    | 4      | 4      | 10    |
| 15    | Vereinigte Arabische Emirate | 2    | 4      | 3      | 9     |
| 16    | Oman                         | 2    | 0      | 4      | 6     |
| 17    | Hongkong                     | 1    | 4      | 3      | 8     |
| 18    | Südkorea                     | 1    | 4      | 1      | 6     |
| 19    | Malaysia                     | 1    | 2      | 2      | 5     |
| 20    | Sri Lanka                    | 1    | 1      | 4      | 6     |